# World Socialist Movement
Das World Socialist Movement (WSM) ist eine transnationale Organisation sozialistischer Parteien. Diese vertreten einen revolutionären, anti-leninistischen Marxismus. Alle Mitgliedsparteien begannen als Sektionen der Socialist Party of Great Britain (SPGB); WSM-Mitglieder in Ländern ohne eigene Mitgliedspartei werden als SPGB-Mitglieder geführt.

## Mitglieder
Das WSM besteht aus folgenden Einzel-Parteien:
- Socialist Party of Great Britain
- World Socialist Party of Australia (1970 aufgelöst)
- Socialist Party of Canada
- World Socialist Party of India (1995 bis 2003; 2014 bis heute)
- World Socialist Party (Irland) (In den 1990er Jahren aufgelöst)
- World Socialist Party (Neuseeland)
- World Socialist Party of the United States

Eine Zeit lang arbeitete in Schweden eine Mitglieds-Gruppe unter dem Namen Världsocialistiska gruppen.

## Publikationen
Das World Socialist Movement veröffentlichte die folgenden Zeitschriften bzw. Zeitungen:
- Western Socialist Journal (1933–1980)
- Socialist Comment (1944–1948)
- World Socialist (1983–1987; 2020 bis heute)

## Position
Das WSM kritisiert andere sich sozialistisch nennende Parteien als reformistisch, mithin kapitalistisch. Auch Forderungen nach Nationalisierung werden abgelehnt, da so das Kapital nur in Privateigentum des Staates überführt werde, ohne das kapitalistische Produktionsverhältnis abzuschaffen.
Die WSM-Parteien vertreten die Abschaffung der Lohnarbeit, die sie als Ausbeutung verstehen und auch als „Lohnsklaverei“ bezeichnen, und ihren Ersatz durch eine auf freiwilliger Arbeit beruhende Gesellschaft, in welcher der Reichtum gemeinschaftlich produziert und frei zugänglich ist.